# VRD
El VRD (acrònim anglès de Virtual Retinal Display) és un Monitor virtual. Es va inventar a la Universitat de Washington al laboratori de tecnologia d'interfície humana (HIT) el 1991. El desenvolupament d'aquesta tecnologia es va iniciar el novembre de 1993, amb l'objectiu de produir un monitor virtual a tot color, amb un gran camp visual, una alta resolució, alta brillantor i baix cost. Actualment, l'empresa Microvision Inc té la llicència exclusiva de comercialització d'aquesta tecnologia.
El VRD té moltes aplicacions potencials, des de monitors incorporats en cascos per a aplicacions militars o aeroespacials fins a aplicacions a la medicina.
El VRD projecta un feix de llum modulat (des d'una font electrònica) directament a la retina de l'ull, produint una imatge a trames. L'usuari té la sensació d'estar veient la imatge com si un monitor hi flotés davant d'ell. En realitat, però, la imatge se situa a la retina del seu ull, no en cap monitor. La qualitat d'aquesta imatge és excel·lent, pot ser a tot color, compta amb un amplíssim camp de visió i no té parpelleig d'imatge. Utilitzant la tecnologia es pot arribar a construir un monitor amb les següents característiques:
- Molt petit i lleuger, fins i tot per incorporar-se en unes ulleres
- Ample camp de visió superior a 120°
- Alta resolució molt propera a la visió humana
- Imatge a tot color amb una resolució superior als monitors estàndards
- Brillantor suficient per utilitats a exteriors
- Baix consum
- Monitor estèreo amb modulació de profunditat

## Funcionament
El funcionament del VRD és molt similar al d'un monitor tradicional, però en aquest cas la projecció de la imatge es fa directament sobre la retina en lloc de sobre el monitor. Mentre que en un LCD els píxels es projecten des d'una matriu d'elements emissors de llum, la tecnologia VRD elimina qualsevol monitor més enllà de l'ull i adreça la retina amb un únic corrent de píxels.
A diferència dels monitors de CRT, el VRD no té la persistència provocada pel fòsfor però, depèn de les propietats lumíniques dels fotoreceptors i de les propietats d'integració temporal del sistema visual humà. És per això que la interacció entre la llum emesa pel VRD i la qualitat d'imatge psicofísica creada pel cervell humà és d'extrema importància per futures millores.
Tal com es pot observar a la figura, la font d'imatge s'adreça al mòdul electrònic on es modulen les llums RGB. Llavors cada píxel passa pels escàners vertical i horitzontal (que mouen d'esquerra a dreta i de dalt a baix) produint imatges a trames sobre la retina. En aquest cas, la retina no té persistència com en el cas del fòsfor. A més a més no es produeix flicker i la imatge produïda té una brillantor elevada al mateix temps que alta resolució. El temps de projecció dels píxels sobre la retina és molt reduït (30-40 ns). A més a més, tal com s'ha comentat anteriorment, aquest tipus de monitor consumeix molt poca energia, proporcionant un camp de visió més ampli.

## Elements del sistema

### Mòdul electrònic
Aquest mòdul controla els moduladors òptics que codifiquen les dades de la imatge dins de l'stream de polsos. El combinador del color multiplexa els raigs modulats individualment de RGB per produir un stream en sèrie de píxels que es propagarà mitjançant una fibra òptica monomode fins als escàners. Aquest mòdul rep i processa el senyal de vídeo entrant. El VRD és capaç de proporcionar resolució UXGA de 1600x1200 o 115 Mpixel/s.

### Font de Llum
La font de llum conté, fonts làsers, moduladors òptics per generar l'stream de polsos, i el combinador de color que multiplexa aquest stream. Per tal de proporcionar prou brillantor, els monitors a tot color aptes per a aplicacions a l'exterior i funcionar amb llum diürna, incorporen diodes lasers vermells (635 nm) lasers d'estat sòlid verds (532 nm) i làsers d'estat sòlid blau o làsers d'argó gasos (450-470 nm). Els sistemes per utilització en interiors poden incorporar LEDs En general els nivells d'energia necessaris estan al voltant de nanowatts o mil·liwatts, depenent dels requisits del monitor. Els nivells de llum es troben totalment dins dels estàndards de seguretat per la visió, tal com han confirmat les anàlisis realitzades.

### Mòdul d'escombrat
Aquest mòdul conté dos miralls que permeten l'escanejat. Un mirall de 24 mm x 6 mm x 6 mm escombra el raig horitzontalment a una freqüència elevada, normalment entre 15,75 kHz i 18,9 kHz per taxes d'actualització de 60 Hz sense entrellaçat. Un segon mirall escombra el raig de llum del làser verticalment a 60 Hz per completar la imatge a trames.
Microvision està desenvolupant sistemes microelectromecànics (MEMS) basats en escàners capaços d'un escanejat bidireccional. Aquesta innovació redueix l'esforç necessari per aconseguir millors resolucions i elimina la probabilitat de píxels morts, deguts a un incorrecte funcionament dels miralls.

### Expansor pupil·lar
La imatge sencera ocupa una àrea de 2 mm². La sortida de l'expansor pupil·lar és un element òptic que augmenta l'angle natural de sortida de la imatge augmentant-la fins a 18 mm en un costat per facilitar la visió. La imatge creada pels escàners vertical i horitzontal passa a través de l'expansor pupil·lar i l'òptica del visor.

### Òptica del visor
Aquest mòdul situa la imatge sobre la retina de l'usuari. El sistema òptic varia segons el tipus d'aplicació. Per exemple per aplicacions militars es farà servir plàstic o vidre, mentre que per aplicacions mèdiques o quirúrgiques són òptiques plàstiques. En les aplicacions industrials o personals s'utilitzarien simples lents plàstiques.

## Característiques

### Resolució
El VRD permet imatges de molt alta resolució. La seva resolució només es limita per la difracció i les aberracions òptiques en la font de llum i no per quan petit es pot fer un píxel en una matriu de píxels.

### Contrast
La brillantor del VRD es pot incrementar fins a nivells molt elevats o disminuir fins a nivells mínims. Com a resultat s'obté un contrast molt elevat i molt llunyà dels estàndards de monitors plans i fins i tot de monitors CRT.

### Marge de color
Els CRTs tenen la capacitat de reflectir només una porció de tots els colors que l'ull humà pot captar, i estan limitats segons el nivell de saturació que poden aconseguir. A causa del fet que les fonts de llum RGB utilitzades en VRD emeten colors molt saturats, molt purs, el VRD pot produir un ampli ventall de colors, i una fidelitat d'aquest molt superior a qualsevol altre monitor electrònic.

### Consum de potència
Ja que el VRD és capaç de situar tota la llum generada sobre la retina, permet monitors molt brillants amb uns requeriments de potència mínims.

### Rang d'aplicacions
Com que el VRD proporciona una solució de caràcter general, pot aportar moltes aplicacions que la resta de tecnologies en monitors. Això significa que pot aconseguir economies d'escala necessàries per disminuir els costos i augmentar l'atenció de l'usuari vers altres solucions.

### Cost
El disseny del VRD és molt bàsic, consistent en subsistemes molt simples de dissenyar fent servir tecnologies òptiques i electròniques ja existents. No cal una inversió en la producció específica de material. Per tant, una producció massiva de sistemes VRD és possible, obtenint un cost molt baix.